# Hát Soọng Cô của người Sán Dìu
Hát Soọng Cô của dân tộc Sán Dìu thuộc loại hình nghệ thuật trình diễn dân gian, được cộng đồng người Sán Dìu ở các tỉnh Bắc Giang, Quảng Ninh, Thái Nguyên (huyện Đồng Hỷ), Tuyên Quang, Vĩnh Phúc giữ lại cho đến ngày nay.

## Thông tin
Hát Soọng cô là một loại hình xướng ca đặc sắc trong kho tàng văn nghệ dân gian truyền miệng đã được lưu giữ hàng trăm năm nay của người Sán Dìu. Hát Soọng cô là hát đối đáp trữ tình, giàu tình cảm và đậm đà bản sắc dân tộc. Soọng cô, về hình thức diễn xướng cũng tương tự như sli, lượn của người Tày, Nùng, quan họ, hát ghẹo, hát xoan của người Kinh; với thể thơ thất ngôn tứ tuyệt được ghi chép bằng chữ Hán cổ hoặc truyền khẩu, tiếng hát thể hiện tâm tư tình cảm của những đôi trai gái đang trong giai đoạn tìm hiểu nhau, nhờ tiếng hát để trải tấm lòng mình, là phương tiện để bộc lộ những tâm ý mà không dám ngỏ lời trực tiếp một cách tinh tế. Không chỉ có vậy, Sọong Cô còn là những lời hát ru đưa con trẻ chìm trong giấc ngủ, là những lời hát để hỏi thăm về gia đình, bạn bè… của những người lâu ngày mới có dịp gặp mặt. 

## Ý nghĩa
Hát Soọng cô đem lại tình yêu, niềm hạnh phúc và mọi nếp sống sinh hoạt đời thường khi đồng bào lên nương, xuống ruộng. Những câu từ, giai điệu tiếng hát được ký thác vào đó với nhiều hình tượng giàu hình ảnh, chất biểu cảm sâu sắc, với lời ví von giản dị, dễ hiểu nhưng giàu sự biểu cảm và dễ rung động lòng người.